# Sat-netjer
Sat-netjer, zu Deutsch „Gottestochter“, war ein altägyptischer Titel von königlichen Frauen, der vor allem im Alten Reich, in der 4., 5. und 6. Dynastie belegt ist. Danach findet man den Titel nur noch bei Königin Hatschepsut (18. Dynastie) und zweimal in der 25. Dynastie. 
Die erste königliche Dame, die sich „Gottestochter“ nannte, war Hetepheres I., die Mutter des Königs (Pharao) Cheops. Der Titel wurde von Königsmüttern getragen, die königlicher oder bürgerlicher Herkunft waren und einen Sohn geboren hatten, der den Thron bestieg. „Gott“ scheint sich hier also nicht auf den König zu beziehen. Der Titel ist auch als Variante „Leibliche Gottestochter“ bezeugt. Mit diesem Titel erhielten die Könige, die Söhne der Titelträgerinnen waren, einen göttlichen Ursprung mütterlicherseits.